# Al-Arabi Sports Club (pallavolo maschile)
L'Al-Arabi Sports Club è una società pallavolistica maschile qatariota con sede a Doha: fa parte della polisportiva Al-Arabi Sports Club e milita nella Qatar Volleyball League.

## Storia
La squadra viene fondata nel 1952. Al momento della nascita della Qatar Volleyball League nel 1979, è la prima squadra a vincere il campionato, precedendo Al-Rayyan e Qatar Sports Club. Il dominio nel massimo campionato qatariota dura fino alla stagione 1992-1993 (tredici titoli consecutivi), anno nel quale deve accontentarsi di un secondo posto finale. Per la stagione 2013-2014, viene ingaggiato come allenatore l'esperto Gheorghe Crețu. Con il rumeno la squadra vince quattro titoli concludendo la stagione in maniera trionfale. Nel 2016, in vista della Coppa dell'Emiro è annesso al gruppo l'opposto italiano Ivan Zaytsev. Con lo zar, la squadra vince il trofeo, battendo con un agevole 3-0 in finale l'Al-Jaish. Nel 2020 vengono ingaggiati come allenatore Juan Manuel Cichello, già assistente di Julio Velasco e come opposto il ceco Michal Finger. Qualche mese dopo è la volta di Stéphen Boyer, forte nazionale francese (campione in World League nel 2017).

## Palmarès
- Campionato qatariota: 25

1979-80, 1980-81, 1981-82, 1982-83, 1983-84, 1984-85, 1985-86, 1986-87, 1987-88, 1988-89,
1989-90, 1990-91, 1991-92, 1993-94, 1995-96, 1996-97, 2002-03, 2003-04, 2005-06, 2007-08,
2008-09, 2009-10, 2010-11, 2011-12, 2015-16
- Coppa del Qatar: 16

1991, 1992, 1994, 1996, 1997, 1998, 1999, 2000, 2001, 2006,
2008, 2009, 2012, 2014, 2015, 2017
- Coppa dell'Emiro: 22

1980, 1981, 1982, 1983, 1984, 1985, 1986, 1988, 1990, 1991,
1992, 1993, 1995, 1996, 1998, 2002, 2008, 2009, 2011, 2014,
2015, 2016
- Coppa QVA: 2

2014, 2016
- Supercoppa qatariota: 3

2014, 2015, 2016
- Gulf Clubs Champions: 1

2010